# Гідрозамок

Умовне позначення гідрозамка з контрольованим закриттям на принципових гідравлічних схемах

Умовне позначення гідрозамка з контрольованим відкриттям на принципових гідравлічних схемах

Гідрозамок (гідравлічний замок) (рос. гидрозамок, англ. hydroclamp, pilot controlled check valve; нім. Hydraulikschloβ) — керований зворотний клапан; застосовується в системах гідропривода гірничих машин і механізованих кріплень, дорожніх машин, металообробного обладнання для запирання рідини в робочій порожнині силових гідродвигунів. Призначений для пропускання потоку робочої рідини в одному напрямку і перекриття цього потоку у зворотному напрямку при відсутності сигналу керування, а при його наявності — для пропускання зворотного потоку або навпаки.
Гідрозамки поділяються на односторонні й двосторонні, кулькові й конічні, а по виду керуючого сигналу — на електричні, гідравлічні, пневматичні та механічні.